# 鼻喙马先蒿
鼻喙马先蒿（学名：Pedicularis proboscidea），为玄参科马先蒿属下的一个植物种。